# Salami (wędlina)
Salami – rodzaj trwałej kiełbasy długodojrzewającej, wyróżniającej się skórką z białym nalotem pleśni z gatunku  Penicillium nalgiovense i Aspergillus.
Oryginalny wyrób pochodzi z Włoch (Mediolan, Bolonia), pierwotnie wytwarzany z mięsa oślego (salame di asino); obecnie wykorzystuje się także mięso wieprzowe, niekiedy wołowe. Jako niezbędny dodatek stosuje się drobno pokrojoną słoninę i mocne przyprawy (kardamon, pieprz). Jako surowiec wykorzystywane bywa również mięso drobiowe, końskie oraz dziczyzna.
Nazwa wyrobu jest pochodną od włoskiego rzeczownika sale (sól) i czasownika salare (solić).
Jej cienko pokrojone plasterki podawane są w charakterze przystawki bądź jako część wykwintnych kanapek.

## Rodzaje
Różnorodne gatunki salami produkowane są wg różnych technologii we Włoszech, na Węgrzech, w Niemczech, a nawet we Francji, Hiszpanii i niektórych innych krajach. Np. węgierskie segedyńskie salami zimowe to tradycyjny produkt produkowany z mieszaniny mięsa wieprzowego i boczku oraz mieszaniny przypraw o nieujawnionym składzie. Łagodniejsze w smaku, znane jest przede wszystkim jako produkt dwóch renomowanych firm działających od drugiej połowy XIX wieku: Pick (1883) z Segedyna i Herz (1888). 
Słoweńskie salami to mielone kawałki wieprzowiny z pokrojonym w kostkę boczkiem i przyprawami jak sól, pieprz i czosnek. Wymieszane składniki są wpychane do dobrze oczyszczonych pęcherzy wieprzowych. Następnie umieszcza się je w suchym pomieszczeniu, gdzie przy częstym obracaniu i jeśli to konieczne, czyszczeniu, produkt dojrzewa i wysycha. Przydatność do spożycia następuje po około 5-6 miesiącach od wyprodukowania, w zależności od warunków atmosferycznych (temperatura, wilgotność powietrza) podczas suszenia. W dniu 19 grudnia 2018 wyrób został wpisany do Rejestru Niematerialnego Dziedzictwa Kulturowego Słowenii. 
Rumuńskie salami, to wieprzowina i boczek wieprzowy średnio rozdrobnione, mieszane z solą, pieprzem, czosnkiem i innymi przyprawami. Mieszanka jest umieszczana w specjalnych sztucznych osłonkach i podwędzana na zimno drewnem bukowym. Następnie dojrzewa i wysycha w kontrolowanych warunkach przez około 3 miesiące. W okresie dojrzewania salami jest spryskiwane białą szlachetną pleśnią, która następnie rozprowadza się jako biała warstwa na powierzchni i przyczynia do charakterystycznego smaku salami. Od 2016 r. salami jest chronione w całej UE jako Salam de Sibiu. 
Francuskie salami, jest wytwarzane z mieszanki, około 3/4 chudego mięsa wieprzowego na 1/4 tłuszczu, mniej lub bardziej drobno posiekanych, solonych (dla konserwacji), przyprawionych i włożonych do osłonek z jelita grubego wieprzowego, albo do jelita cienkiego. Suszenie i dojrzewanie odbywa się w temperaturze od +12 do +14°C, przez 4 do 10 tygodni, w zależności od średnicy produktu. Biała powłoka może być naturalna lub w wyniku zewnętrznego wysiewu, mikroorganizmów, których rozwój podczas suszenia przyczynia się do końcowego smaku. Ewolucja flory bakteryjnej jest ściśle kontrolowana w całym procesie produkcyjnym. 
Spośród kiełbas salami zaliczana jest do najtrwalszych, a także najdroższych wędlin.

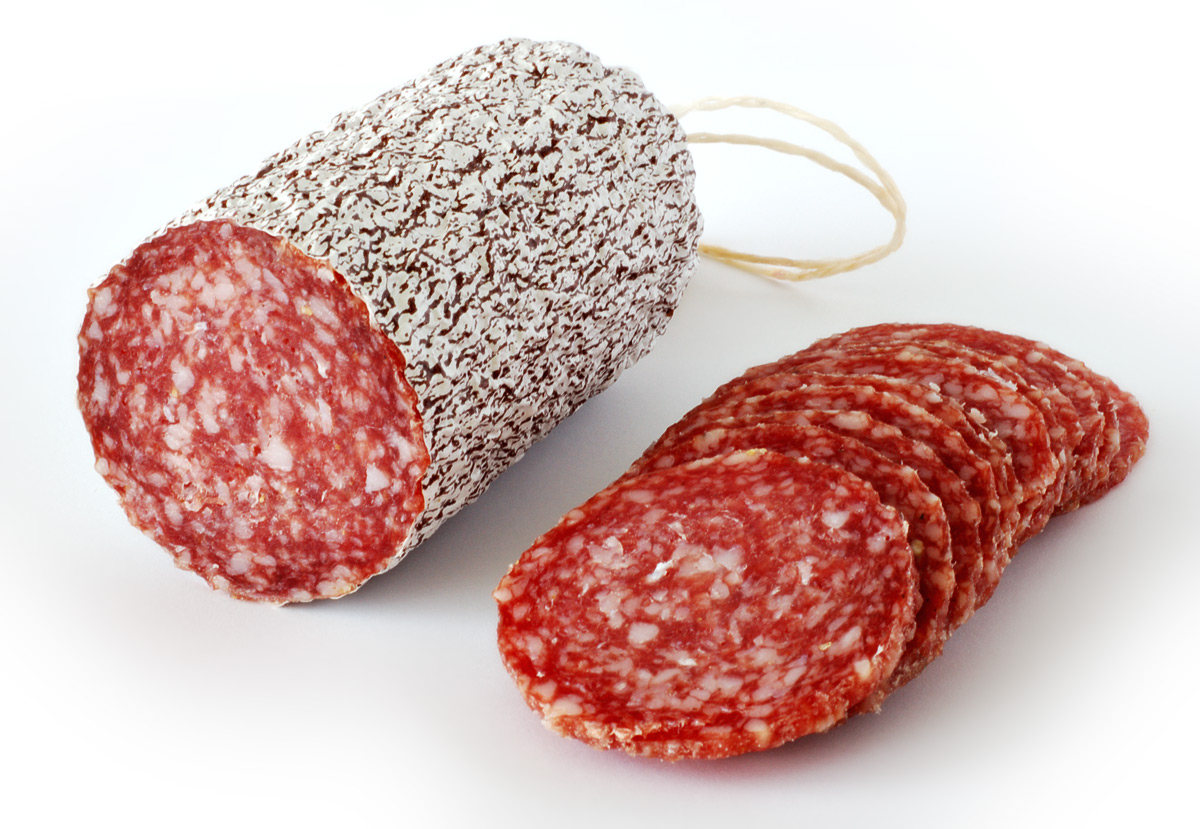
Salami węgierskie
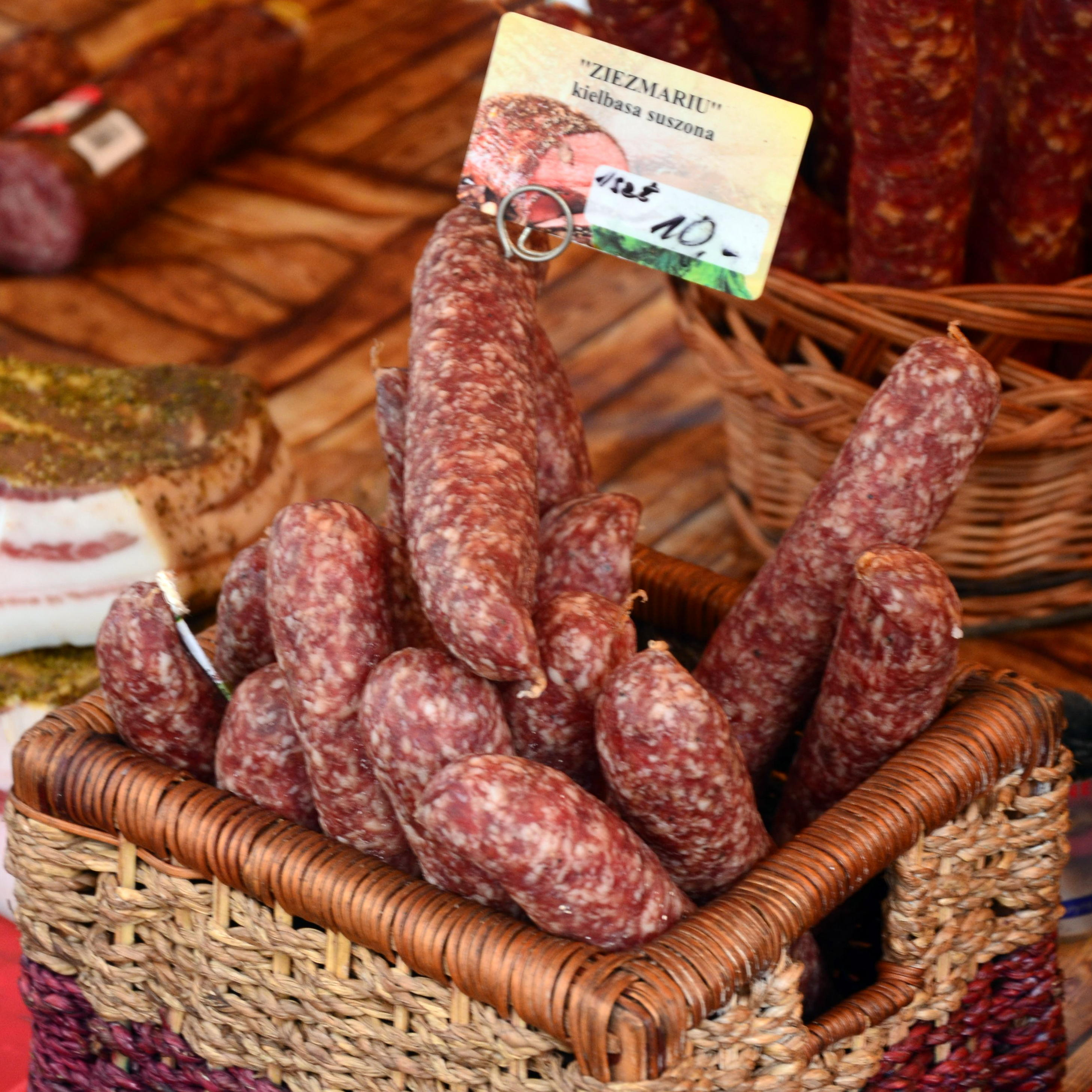
Salami litewskie
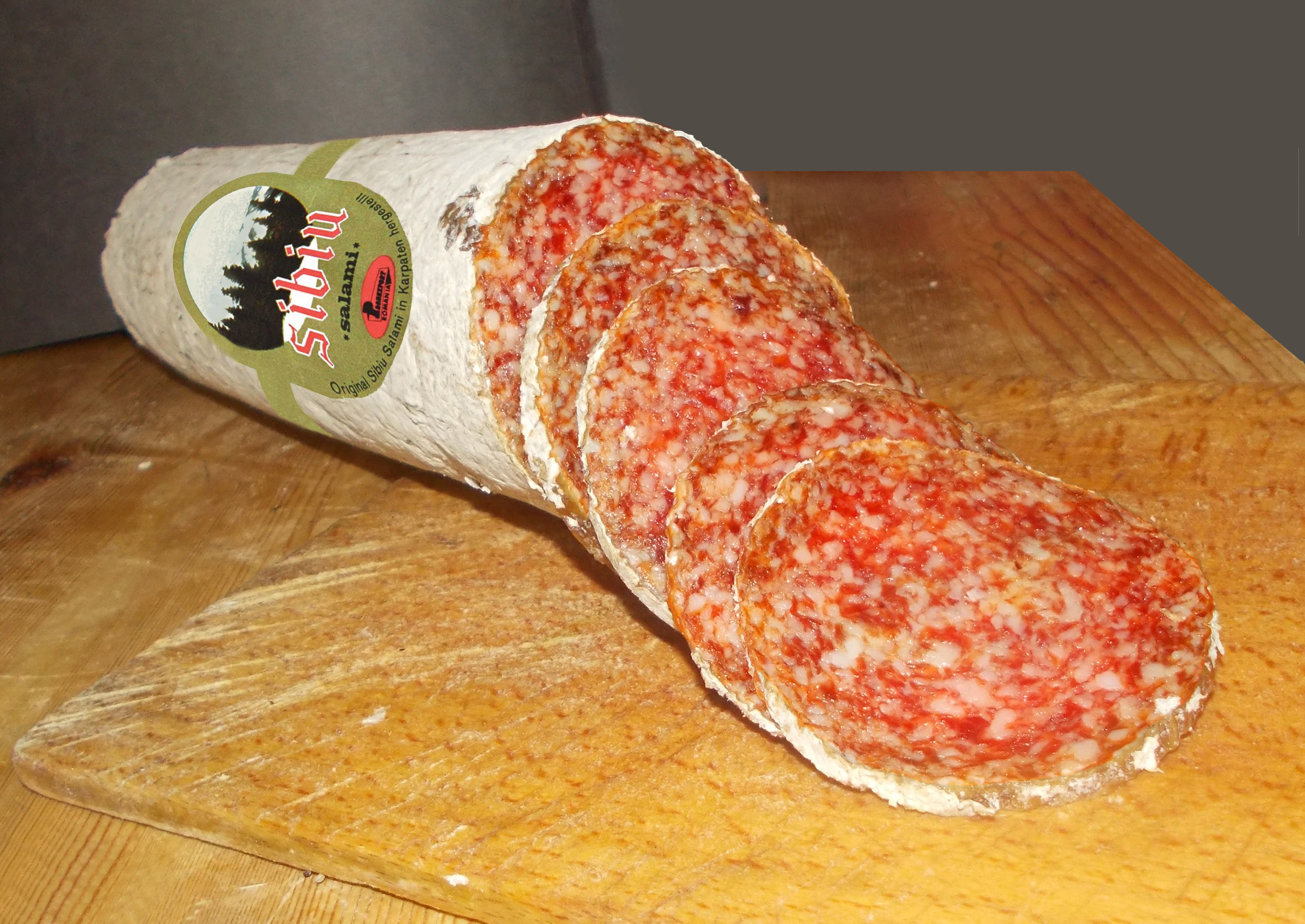
Salami rumuńskie
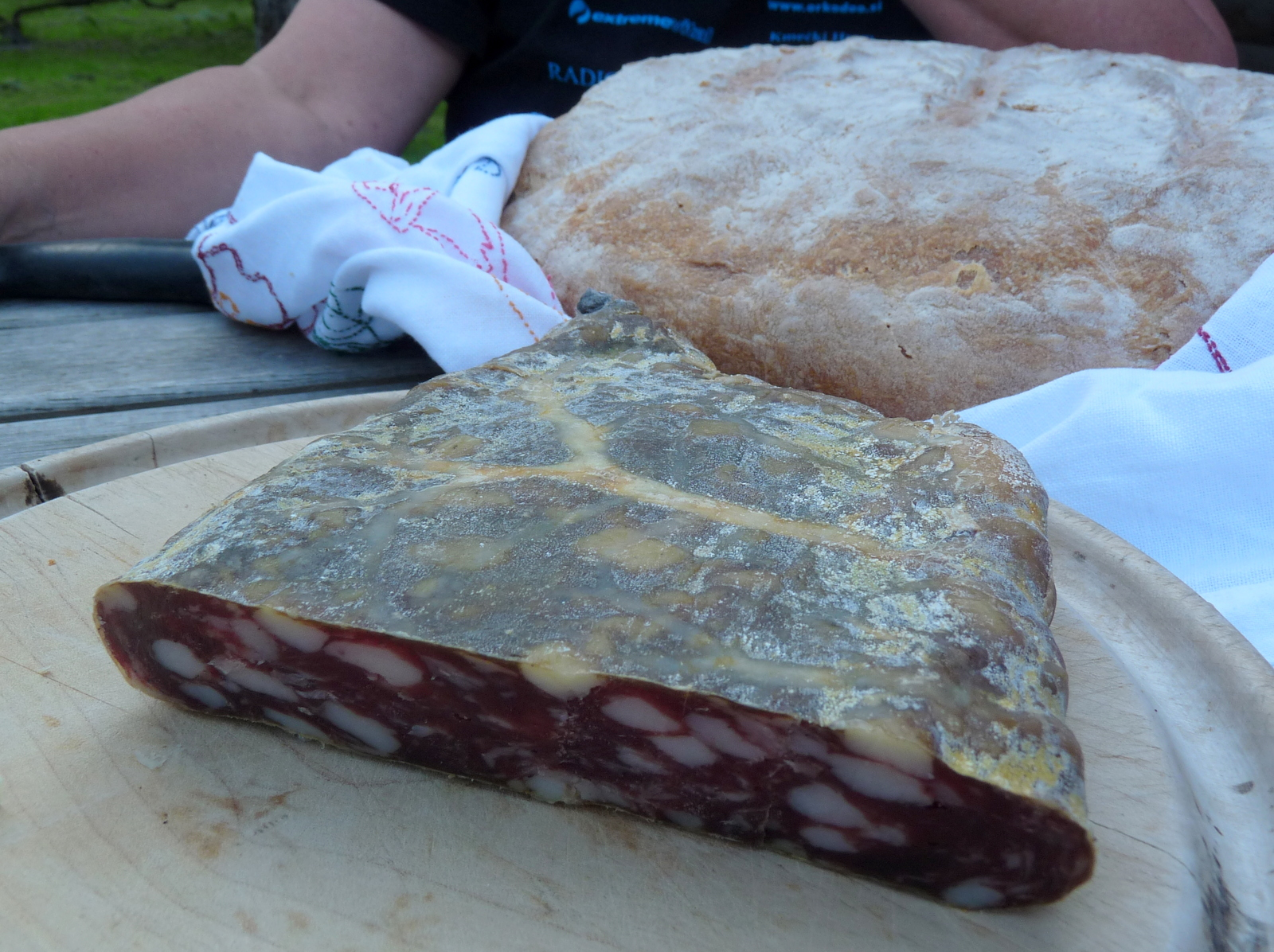
Salami, Słowenia
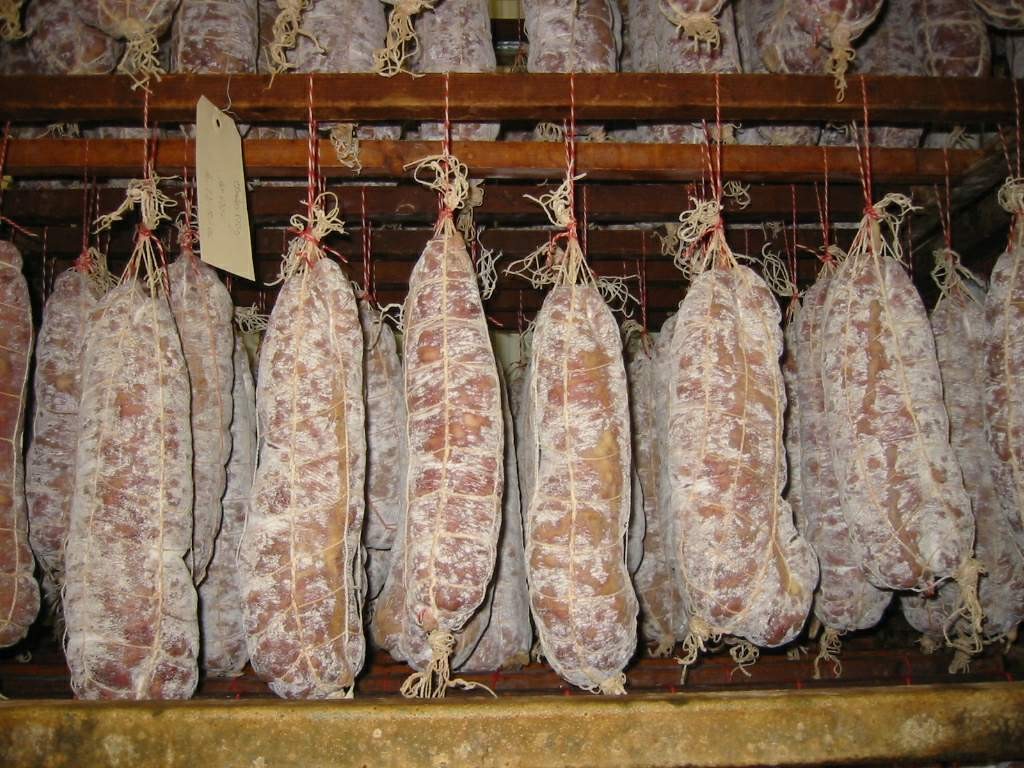
Salmi w trakcie suszenia Francja